# Bandeira do Utah
A Bandeira do Utah, conhecida também como "Bandeira da Colmeia", consiste de tres faixa verticais em azul, em branco e em vermelho, a faixa branca é o simbolo das Montanhas Rochosas, com um favo ou colmeia, marco em ouro e uma estrela branca, e duas faixas horizontais na qual a superior é azul e a inferior é vermelha.

## Desenho e simbolismo

### Descrição
Seu desenho consiste no hexágono azul da colmeia de proporção 3:5 no meio da bandeira com uma estrela abaixo e uma enmarcação branca.

### Cores
As cores da bandeira são naval, branco e vermelho:
| Cor | Cor          | Código Hex HTML |
| --- | ------------ | --------------- |
|     | azul-marinho | #009c3b         |
|     | branco       | #FFFFFF         |
|     | vermelho     | #CE1126         |
|     | amarelo      | #F1BF00         |

## História
A bandeira do estado de Utah foi aprovada em 1913 e consiste no carimbo do estado cercado por um círculo dourado em um campo de cor azul-maninho.
Antigmente, a águia careca (Haliaeetus leucocephalus), ave nacional dos Estados Unidos, representa a proteção da América. As flechas nas garras da águia representam coragem na guerra. O lírio sego (Calochortus nuttallii), flor do estado do Utah, representa a paz. O lema “indústria” representa progresso, trabalho árduo e comunidade, assim como o emblema da colmeia, que também é um símbolo tradicional mórmon. As bandeiras da União cruzadas mostram o apoio e o compromisso de Utah com os Estados Unidos. O nome, Utah, aparece abaixo da colmeia. A data de 1847 representa o ano em que Brigham Young trouxe os primeiros mórmons para o estado. 1896 representa o ano em que o Utah foi admitido na União. O círculo dourado ao redor do selo estadual representa a ordem eterna. O escudo abaixo da águia careca representa a defesa comum.
No 2 de março do ano 2023, a Câmara dos Representantes do estado de Utah aprovou o projeto de lei por 40-35 e o Senado estadual aprovou a votação simultânea por 19-9-1, enviando o projeto ao governador para sua assinatura de uma nova bandeira estadual que aprovou o uso no 9 de março do ano 2024.

### Bandeiras históricas

Antiga bandeira estadal do Utah (1903-1913).
Antiga bandeira estadal do Utah (1913-2011).
Antiga bandeira estadal do Utah (2011-2024).